# زاهية مرزوق
زاهية مرزوق (بالإنجليزية: Zahia Marzou)‏ حقوقية مصرية ومؤسسة جمعية الأسرة السعيدة وجمعية تنظيم الأسرة بالإسكندرية، والتي تحولت لاحقًا إلى جمعية زاهية مرزوق للأيتام. وتُعد رائدة العمل الاجتماعي بالإسكندرية، وُلدت سنة 1906.
عقب حصولها على شهادة الثانوية العامة، سافرت إلى إنجلترا لاستكمال دراستها الجامعية عن دراسة السلوكيات التعليمية لمرحلة الطفولة في الفترة من 1923 حتى 1929. لتحصل بعدها على منحة أخرى للالتحاق بجامعة هارفارد بأمريكا بتمويل من هيئة روكفلر لدراسة سلوكيات الطفولة. ثم عادت للقاهرة مرة أخرى، ليتم تعينها أخصائية اجتماعية بالمدارس الابتدائية في وزارة المعارف في الفترة من 1935 حتى 1936. ثم طلبت إعارتها لاحقًا لوزارة الشئون الاجتماعية المصرية، لتبدأ مخططها في تقسيمها إلى إدارات للطفولة والعجزة. وكانت أول سيدة تتحدث عن تنظيم الأسرة سنة 1936، وأول رئيس للإدارة العامة للجمعيات حتى سنة 1949 وشاركت مع شريفة محرز وليلى دوس في تأسيس جمعية تحسين الصحة. وتُوفيت سنة 1988.